# Vụ đánh bom Dinh Độc Lập 1962
Vụ đánh bom Dinh tổng thống Việt Nam Cộng hòa năm 1962 là một vụ tấn công bằng không quân ngày 27 tháng 2 năm 1962 do hai phi công tên là Nguyễn Văn Cử và Phạm Phú Quốc thuộc Quân lực Việt Nam Cộng hòa thực hiện. Mục đích của cuộc tấn công là nhằm ám sát Tổng thống Việt Nam Cộng hòa Ngô Đình Diệm và gia đình ông, những quan chức thuộc phủ Tổng thống, trong đó có cố vấn Ngô Đình Nhu.

## Âm mưu
Cử là con trai thứ hai của Nguyễn Văn Lực, một lãnh đạo của Đại Việt Quốc dân đảng, một đảng dân tộc đối lập với chế độ Ngô Đình Diệm, người mà trước đó đã bị Diệm bỏ tù một thời gian ngắn vì các hoạt động chống đối chính phủ. Họ đã lên kế hoạch cho Cử và Quốc, người của Quân lực Việt Nam Cộng hòa tấn công Dinh Độc Lập vào ngày 27 tháng 2. Cử trước đó đã thuyết phục Quốc bằng cách tuyên bố rằng tất cả các lực lượng vũ trang và Hoa Kỳ đã biết được âm mưu này, và chỉ cho Quốc thấy bài báo phê phán Diệm trên tuần san Newsweek. Nhiều năm sau vụ tấn công, Cử đã viện cớ cách đối xử của Diệm đối với các đảng đối lập là động cơ của cuộc tấn công mà Cử đã tiến hành. Cử cảm thấy rằng Diệm đã không tập trung đủ vào việc chống cộng mà chỉ chăm chăm vào duy trì quyền lực. Quốc cảm thấy rằng trong sáu năm mà anh ta không được thăng tiến là một triệu chứng của điều này. Cử đã phê phán Mỹ vì đã ủng hộ Diệm, mà anh ta cho rằng đã che mờ nỗ lực chiến tranh. Cử cho rằng "Tôi cảm thấy rằng người Mỹ đã đóng sầm cửa vào những ai trong chúng ta mà thực sự muốn chiến đấu chống cộng sản".

## Cuộc tấn công

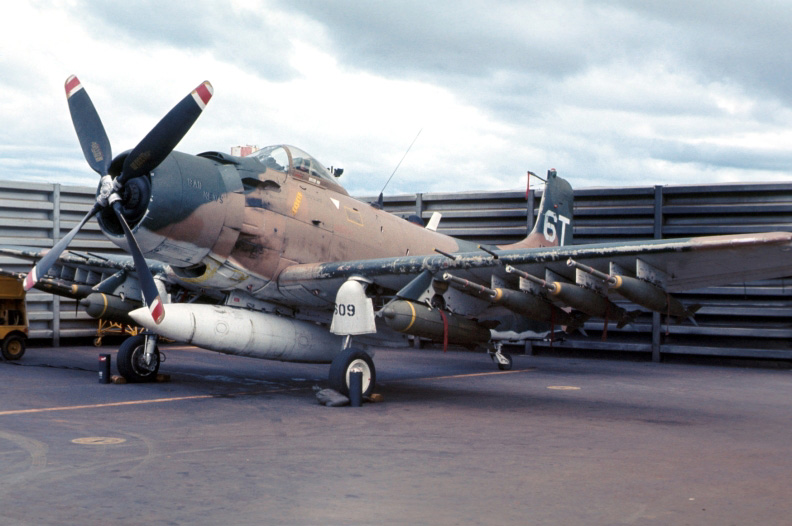
A-1 Skyraider

Quốc được đào tạo ở Pháp và Cử được đào tạo ở Hoa Kỳ hôm đó đang bay theo lịch trong một đoàn bay sáng sớm từ Sài Gòn xuống Đồng bằng sông Cửu Long trong một sứ mệnh tấn công Việt Cộng nhưng họ đã quay lại tấn công Dinh Tổng thống. Vào lúc 7 giờ sáng, bầu trời Sài Gòn bị khuấy động bởi tiếng bom và tiếng súng máy nổ. Dinh Độc Lập chìm trong biển khói của cuộc tấn công từ hai chiếc máy bay ném bom A-1 Skyraider được Hoa Kỳ cung cấp. Hai chiếc máy bay này đã ném bom và napalm. Nhiều quả rocket và nhiều loạt đạn súng máy cũng được bắn vào tòa nhà. Ngày hôm đó nhiều mây, hai viên phi công này đã bay với độ cao khoảng 150 m, đã hoàn thành một vòng tấn công tứ phía trước khi bay lên mây. Họ đã tấn công trong 30 phút trước khi lực lượng phòng không trung thành với Ngô Đình Diệm có thể đến và phản công. Cuộc tấn công đã làm cho lực lượng bảo vệ Sài Gòn bất ngờ, bởi vì họ đã không biết là các chiếc máy bay này độc lập tác chiến hay có sự phối hợp với lực lượng dưới đất. Xe tăng và xe chở lính vội vàng đến tham chiến và pháo phòng không khai hỏa trước, một chút nữa thì bắn trúng vào máy bay trung thành đang truy đuổi hai chiếc ném bom phản loạn. Cuộc tấn công đã kết thúc trong một tiếng đồng hồ nhưng hai viên phi công đã không trút hết bom, nếu không đã có thể san phẳng Dinh Độc Lập. Máy bay của Quốc đã bị hư hỏng bởi tảo lôi hạm ở trên sông Sài Gòn và đã hạ cánh ở Nhà Bè. Cử thì đã đến Campuchia an toàn, tin rằng cuộc tấn công đã thành công.

## Hậu quả của cuộc tấn công
Bất chấp sự náo loạn do cuộc không kích gấy ra, tại các khu vực khác, dân thành phố vẫn tiếp tục cuộc sống thường nhật. Xe cộ vẫn đi lại trật tự trên đường phố, thành phố vẫn hoạt động, bận rộn như bình thường. Tuy nhiên cuộc tấn công đã đánh trúng tâm lý ông Diệm, ông ta trở nên lo lắng bất an tột độ, nhưng nó cũng khiến ông ta ngông cuồng hơn bằng những cuộc "truy diệt Việt Cộng" thảm khốc sau đó. Hơn bao giờ hết sự ngông cuồng của Diệm khiến cho báo chí Phương Tây xem ông ta như một kẻ độc tài toàn trị, vì luôn tìm cách thanh trừng phe đối lập, không chỉ những người Cộng sản mà còn các Đảng phái khác.
Quả bom nặng 800 lb đầu tiên đã xuyên trúng vào một căn phòng mà trong đó tổng thống Diệm, một người hay thức dậy sớm, đang đọc sách. Tuy nhiên, quả bom này đã không nổ và Diệm đã chạy xuống tầng hầm của Dinh Độc Lập cùng với Tổng giám mục Ngô Đình Thục, em trai Ngô Đình Nhu và vợ Nhu là Trần Lệ Xuân và con của họ. Trần Lệ Xuân bị gãy tay khi đang chạy xuống tầng hầm. Ba người phục vụ và lính gác bị chết, 30 người khác bị thương. Một nhà thầu người Mỹ leo lên nóc nhà để xem vụ tấn công đã bị rơi xuống và chết. Trong một thông báo trên sóng radio sau đó, Diệm cho rằng ông thoát được là nhờ "sự che chở của thần thánh" và làm nhẹ nó đi bằng cách coi đó là một "hành động đơn lẻ". Diệm sau đó đã đến bệnh viện thăm những người lính bị thương, cam đoan với những người bạn của hai viên phi công nổi loạn rằng họ sẽ không chịu bất cứ trách nhiệm gì cả. Tổng thống Hoa Kỳ John F. Kennedy ngay lập tức đã gửi một thông điệp lên án vụ tấn công là "phá hoại và xấu xa", bày tỏ sự tin tưởng rằng Diệm "an toàn và không bị gây hại".
Quốc đã bị bắt giữ và bị bỏ tù trong khi Cử vẫn sống lưu vong ở Campuchia nơi anh ta làm một giáo viên dạy ngoại ngữ. Sau khi Diệm bị ám sát tháng 11 năm 1963, Quốc đã được tha và Cử đã trở về nước và tiếp tục nhiệm vụ trong Không lực Việt Nam Cộng hòa.